# سرقلعة (ميانكوه)
سرقلعة (بالفارسية: سرقلعه) هي قرية تقع في إيران في Miankuh Rural District. يقدر عدد سكانها بـ 20 نسمة بحسب إحصاء 2016.